# Sa Torreta (Alps Marítims)
Sa Torreta (en francès Tourrette-Levens) és un municipi francès situat al departament dels Alps Marítims i a la regió de Provença – Alps – Costa Blava.

## Demografia
| 1962                                       | 1968  | 1975  | 1982  | 1990  | 1999  | 2006  |
| ------------------------------------------ | ----- | ----- | ----- | ----- | ----- | ----- |
| 2.035                                      | 2.650 | 2.644 | 3.004 | 3.412 | 4.116 | 4.639 |
| Des de 1962: població sense dobles comptes |       |       |       |       |       |       |

## Administració
| Període | Identitat   | Partit |
| ------- | ----------- | ------ |
| 1983-   | Alain Frère | UMP    |